# Thoái Tư Viên
Thoái Tư viên (tiếng Trung: 退思园; bính âm: Tuìsī Yuán; Phương ngữ Tô Châu: The sy yoe, phát âm tiếng Ngô: [tʰe̞ sz̩ ɦyø]) là một khu vườn cổ điển nổi tiếng ở thị trấn cổ Đồng Lý, Ngô Giang, địa cấp thị Tô Châu, tỉnh Giang Tô, Trung Quốc. Năm 2000, nó được UNESCO thêm vào danh sách Di sản thế giới như là một phần mở rộng của Tô Châu Viên Lâm được công nhận vào năm 1997.

## Lịch sử
Vào năm 1885, Nhậm Lan Sinh là một quan chức triều đình nhà Thanh tại tỉnh An Huy, người đã bị bãi nhiệm chức quan trở về quê nhà ở Đồng Lý. Khu vườn bắt đầu được xây dựng vào năm 1887 theo thiết kế của họa sĩ Viên Long. Tên của khu vườn bắt nguồn từ một câu thơ "Tiến tư tận trung, thoái viên bổ quá". Đến năm 1888, Nhậm Lan Sinh qua đời, con trai thứ của ông là Nhậm Truyền Tân là chủ sở hữu đời thứ hai của khu vườn và đã biến nó thành một trường nữ sinh. Ngôi trường sau khi phát triển đã di rời đến Thượng Hải, khu vườn đóng cửa ngoại trừ khu vực nhà ở và dần trở lên xuống cấp nhưng các phần ban đầu không bị hư hại đáng kể.
Sau khi nước Cộng hòa Nhân dân Trung Hoa được thành lập, nó đã được sử dụng với nhiều mục đích từ trường học ban đêm, trạm văn hóa thị trấn. Đến tháng 5 năm 1980, nó được xếp hạng là di tích văn hóa đầu tiên ở Ngô Giang cần được bảo vệ. Tháng 6 năm 2001, sau khi trở thành một phần của Di sản thế giới Tô Châu Viên Lâm, nó đã được Hội đồng Nhà nước Trung Quốc xếp hạng là di tích văn hóa trọng điểm cấp quốc gia đợt thứ 5.

## Mô tả
Khu vườn có diện tích 6.600 mét vuông, được chia thành khu dân cư phía đông, khu sân vườn chính phía tây với hai sân nhỏ gắn liền với nó. Thiết kế của khu vườn này sáng tạo ở chỗ sử dụng trục đông - tây làm trục chính thay vì trục bắc - nam truyền thống. Các tòa nhà bố trí xung quanh ao trong sân chính sử dụng phong cách gần mặt nước, thiết kế các tòa nhà nằm lui vào cao hơn mép nước một chút và giữ mực nước trong ao không để xuống thấp. Phần này của nó còn được gọi là "khu vườn nổi trên nước".

## Hình ảnh

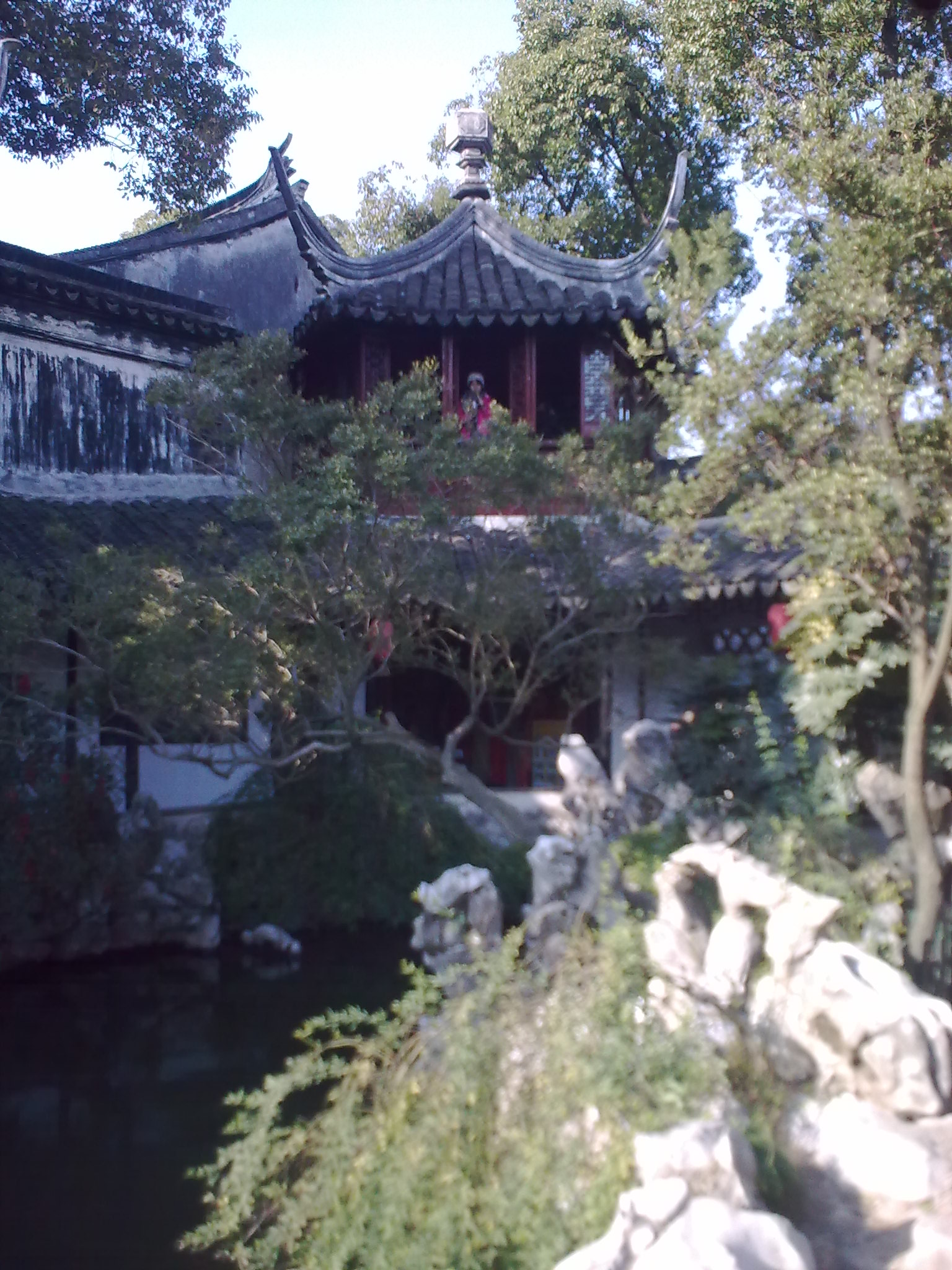
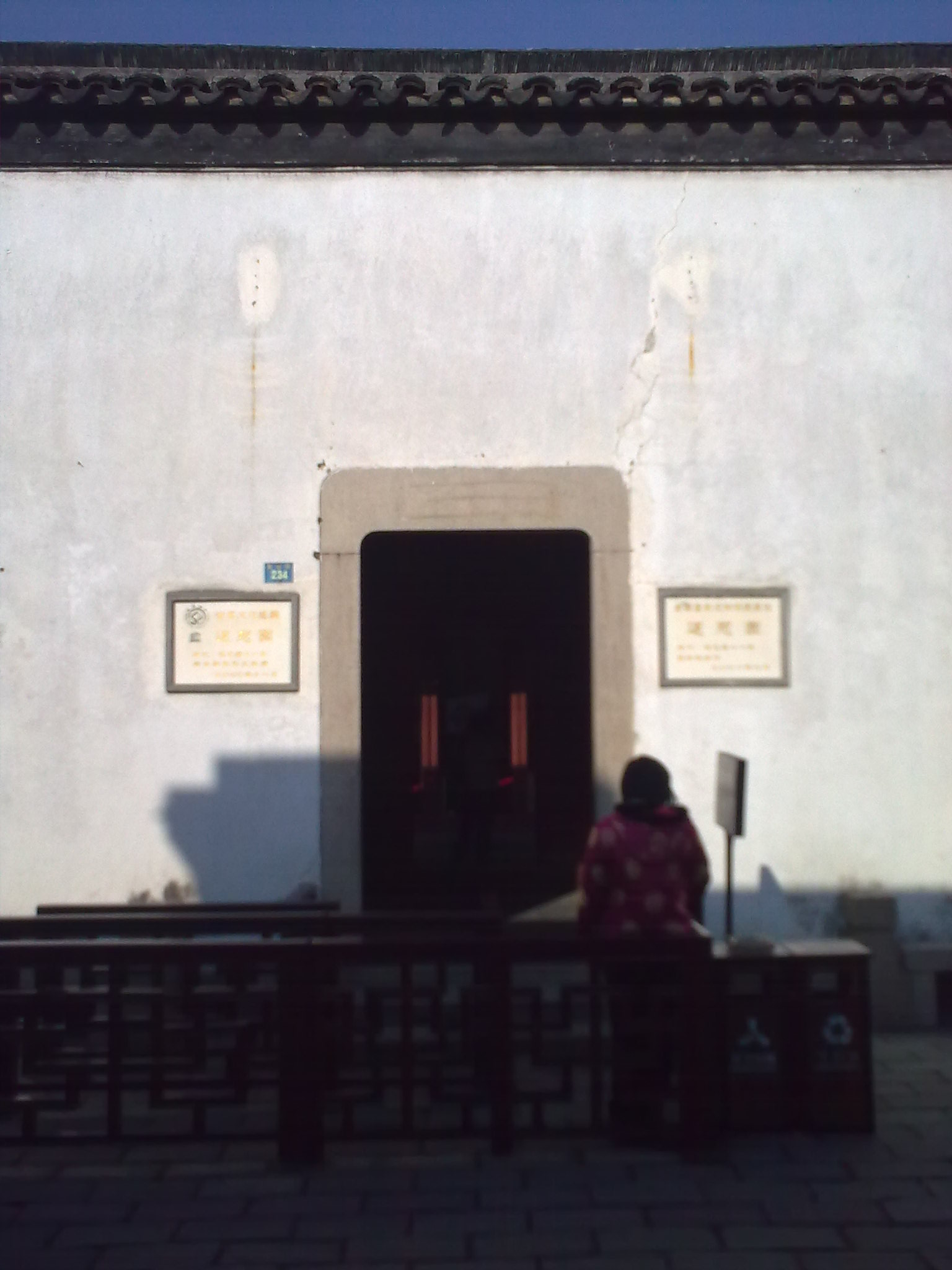
Cổng vào
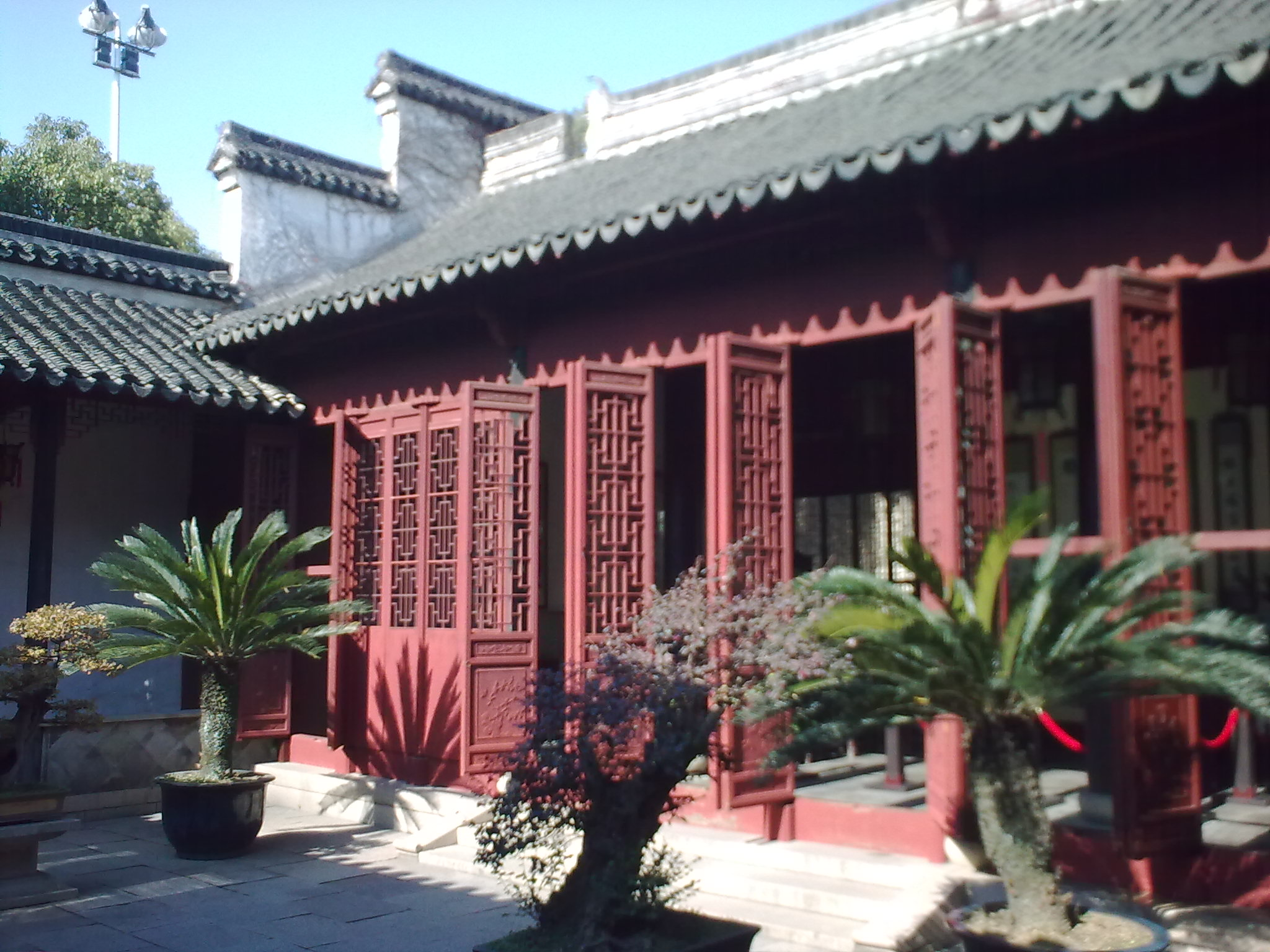
Sảnh và sân trong
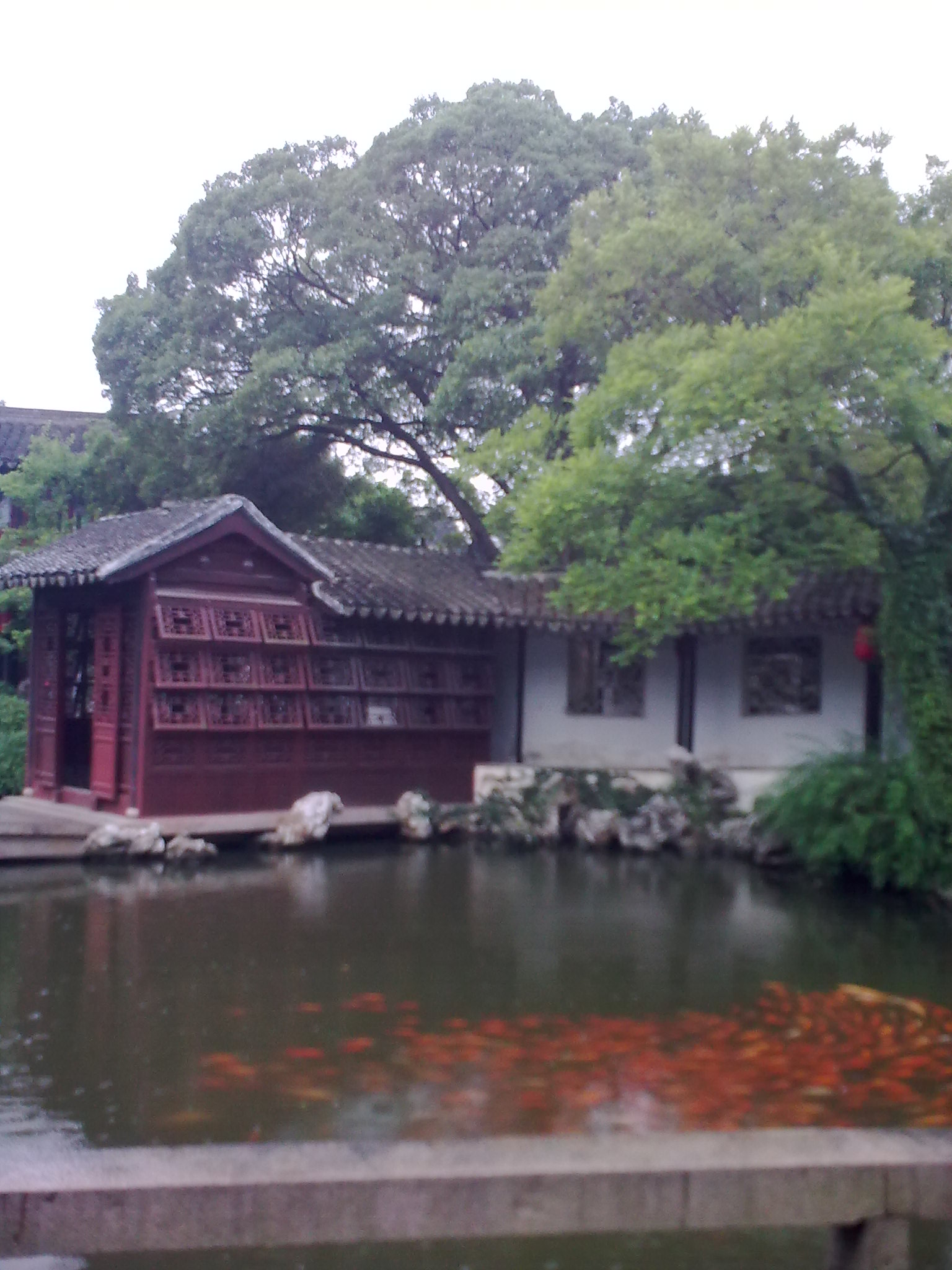
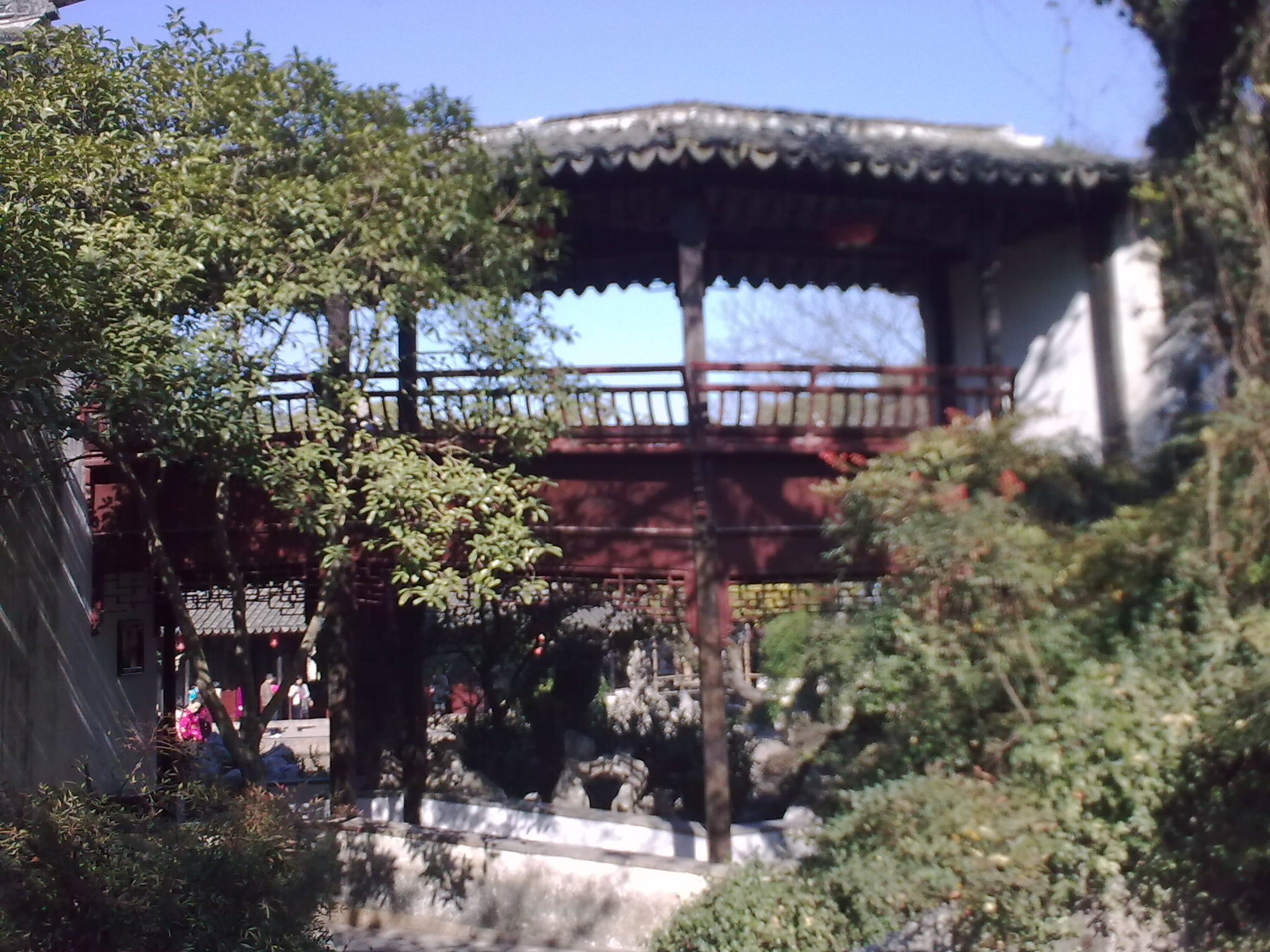
Hành lang trên cao có mái che
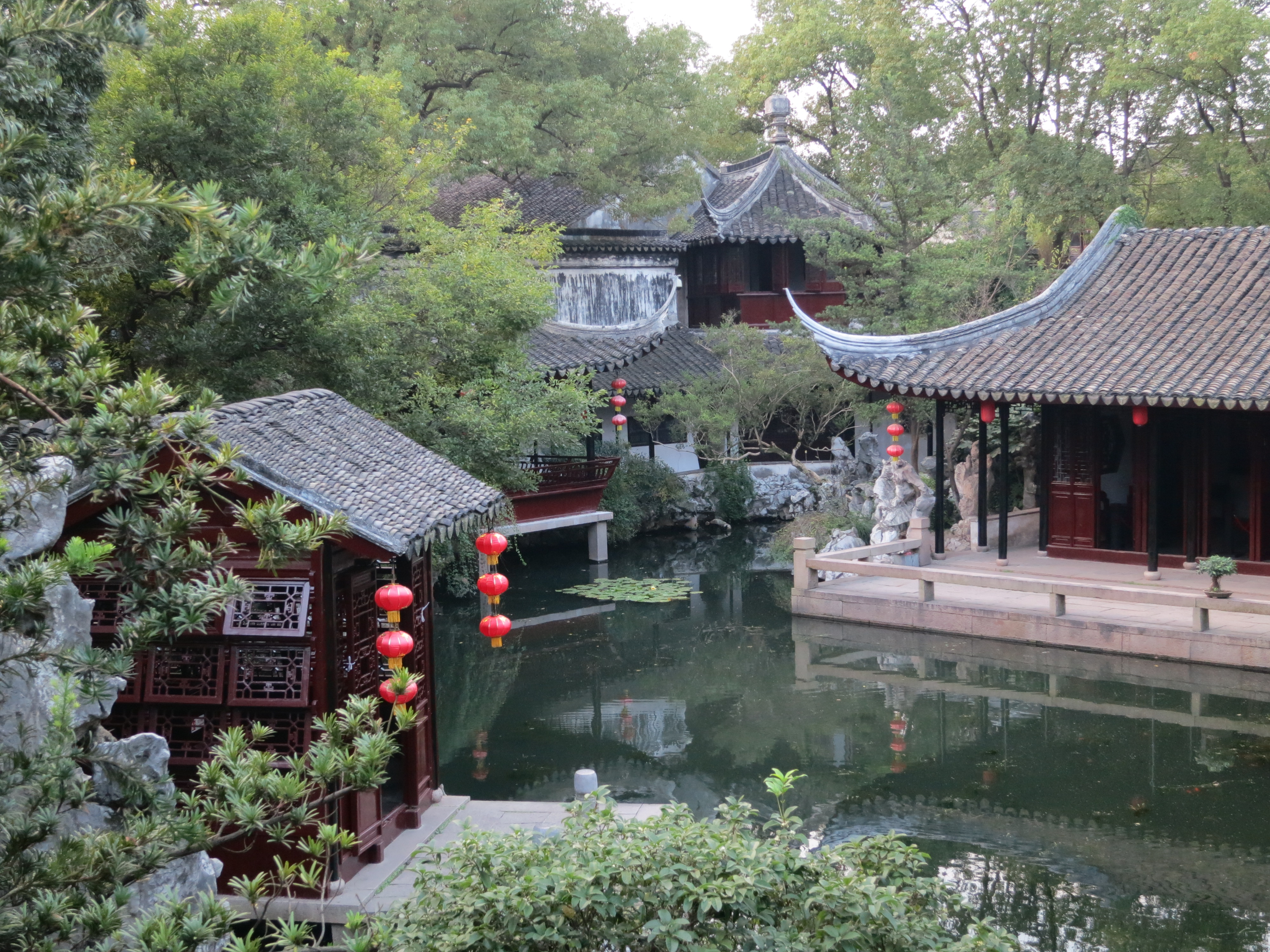
Ao trong
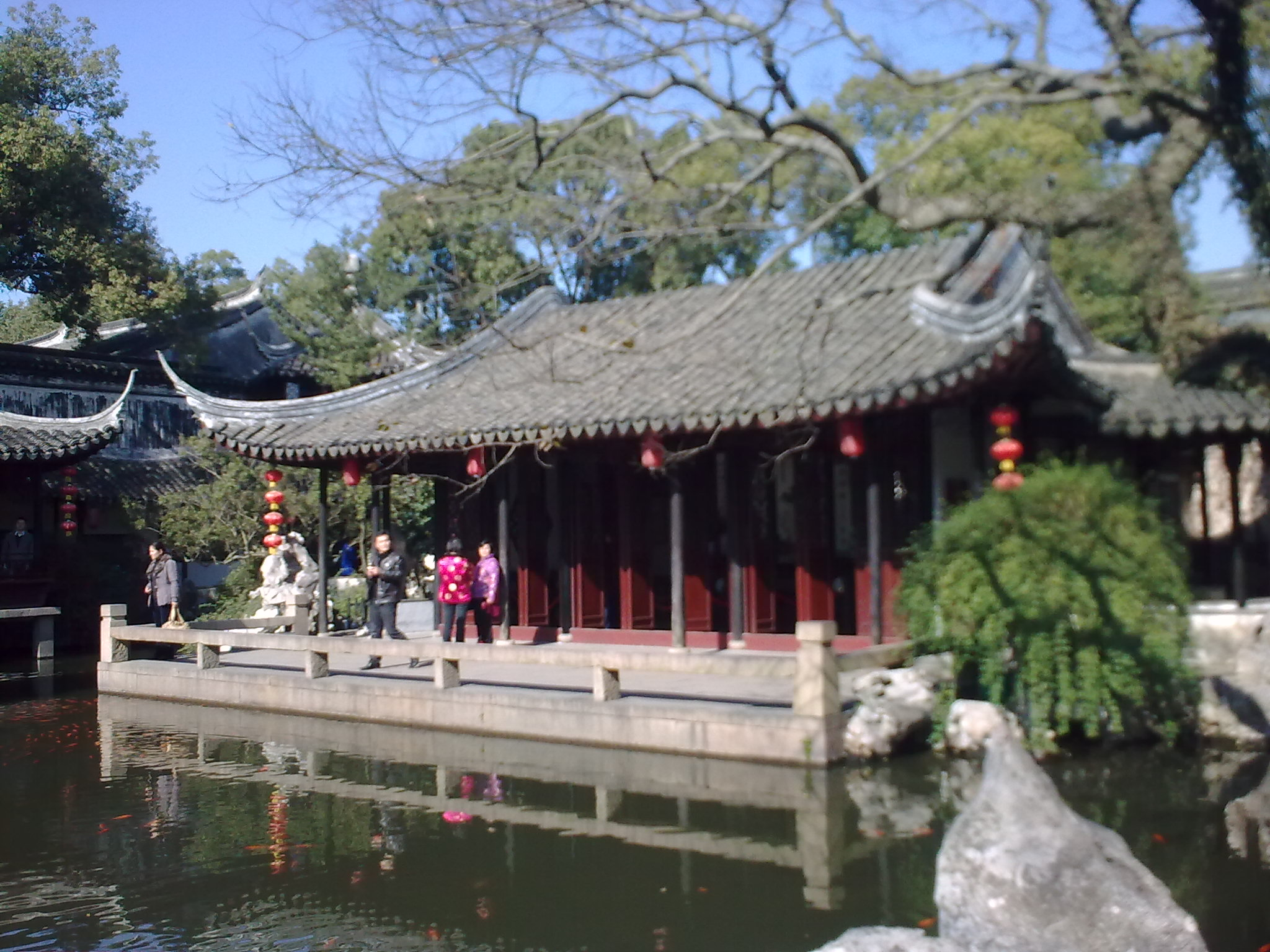
Sảnh chính của khu vườn phía tây